# Giuseppe Zorzi
Giuseppe Zorzi (* 25. März 1938 in Bologna; † 2. April 2019 in Cona) war ein italienischer Radrennfahrer.

## Sportliche Laufbahn
Als Amateur bestritt er 1959 die Internationale Friedensfahrt. Nach mehreren vorderen Etappenplatzierungen schied er nach einem Sturz aus dem Etappenrennen aus. Im Rennen der UCI-Straßen-Weltmeisterschaften 1959 wurde er beim Sieg von Gustav-Adolf Schur Sechster.  1960 wechselte er von den Unabhängigen zu den Berufsfahrern. Er erhielt einen Vertrag im Radsportteam Torpado.
1961 startete er bei den UCI-Weltmeisterschaften im Querfeldeinrennen und wurde 25. des Rennens, 1962 belegte er den 31. Platz. 1962 wurde er Dritter der italienischen Meisterschaft im Querfeldeinrennen.
Sein bedeutendster Sieg als Profi war der Etappenerfolg im Critérium du Dauphiné Libéré 1962.
In der Tour de France 1962 schied er aus. Auch im Giro d’Italia 1961 war er ausgeschieden.